# Haat heeft geen kleur
Haat heeft geen kleur is een hoorspel in twee delen naar de roman Divide the Night (1981) van Wessel Ebersohn. Onder de titel Haß hat keine Farbe zond de Westdeutscher Rundfunk op 8 december 1984 een bewerking van Dieter Hirschberg uit. Die werd vertaald door Carina Meydam en de VARA zond ze uit op donderdag 22 en 29 mei 1986. De regisseur was Ad Löbler.

## Delen
- Deel 1 (duur: 58 minuten)
- Deel 2 (duur: 50 minuten)

## Rolbezetting
- Hans Veerman (Yudel Gordon)
- Gerrie Mantel (z’n vrouw Rosa)
- Thera van Homeijer (Sissy Abrahamse)
- Wiebe-Pier Cnossen (haar broertje)
- Jan Borkus (Johnny Weizmann)
- Maria Lindes (Weizmanns vrouw)
- David Koppers & Corry van der Linden (Graham & z’n moeder)
- Hans Karsenbarg (kolonel Freek Jordan)
- Robert Sobels (kapitein Dippenar)
- Hans Hoekman (adjudant Mareis)
- Cor van Rijn (meneer Parides)
- Paula Majoor (Julie)
- Paul van der Lek (Bill Hendricks)
- Peter Aryans (generaal Newnhysen)
- Maureen Tauwnaar (Tandi Kuméne)
- Hans Ligtvoet (Muntu Maiola)
- Jaap Maarleveld (Wilbur Hartman)
- Frans Kokshoorn (de inleider)
- Corry van der Linden, Arthur Japin, Luc van de Lagemaat & Cees van Ooyen (verdere medewerkenden)

## Inhoud
Yudel Gordon is een blanke Zuid-Afrikaan die in Pretoria woont en van beroep psychiater is. Zijn vriend, de politie-kolonel Freek Jordaan, stuurt hem op een dag een patiënt, Johnny Weizmann, die een café uitbaat in Johannesburg. Weizmann heeft in de loop van de laatste tien jaar acht mensen gedood, zonder uitzondering arme zwarten, die hij bij inbraakpogingen in zijn opslagplaats betrapt heeft. Het gerecht heeft Weizmann telkens vrijgesproken, daar er in Zuid-Afrika geen wet is die het een (blanke) eigenaar verbiedt een (zwarte) inbreker "uit zelfverdediging" neer te schieten. Alles wijst er echter op dat Weizmann valstrikken spant voor zijn slachtoffers…